# L'Emmuré vivant
À ne pas confondre avec le film L'Emmurée vivante (1977) de Lucio Fulci.
Pour plus de détails, voir Fiche technique et Distribution.
L'Emmuré vivant (Buried Alive) est un film d'épouvante américano-sud-africain réalisé par Gérard Kikoïne et sorti en 1989.
L'œuvre est inspirée des nouvelles d'Edgar Allan Poe, notamment Le Chat noir ou La Barrique d'amontillado.

## Synopsis
A l'Institut Ravenscroft, une école pour jeunes délinquantes, plusieurs filles disparaissent après avoir été agressées par un homme portant un masque de Ronald Reagan, qui les entraîne dans le sous-sol de l'école et les enferme dans des chambres obscures pour qu'elles y meurent emmurées vivantes d'une mort lente et atroce par enterrement. Janet, une nouvelle enseignante, arrive à l'école et devient la cible du tueur.

## Fiche technique
- Titre français : L'Emmuré vivant[1]
- Titre original anglais : Buried Alive
- Réalisation : Andrew Sinclair
- Scénario : Jake Chesi, Stuart Lee
- Photographie : Gérard Loubeau
- Monteur : Gilbert Kikoïne
- Musique : Frédéric Talgorn
- Décors : Leith Ridley, Leonardo Coen Cagli
- Production : Avi Lerner, John Stodel, Harry Alan Towers
- Société de production : Breton Film Productions, The Movie Group
- Pays de production :  États-Unis -  Afrique du Sud
- Langue originale : anglais américain
- Format : couleur - 1,85:1 - Son mono - 35 mm
- Genre : film d'épouvante
- Durée : 87 minutes
- Dates de sortie : 
  - Afrique du Sud : 1989
  - États-Unis : 3 octobre 1990
  - France : 1993 (vidéo)

## Distribution
- Robert Vaughn : Gary Julian
- Donald Pleasence : Dr. Schaeffer
- Karen Witter : Janet
- John Carradine : Jacob
- Ginger Lynn Allen : Debbie
- Nia Long : Fingers
- Arnold Vosloo : Ken Wade

## Production
L'Emmuré vivant est le dernier film dans lequel joue John Carradine, décédé en 1988. Le tournage a eu lieu au Botswana et en Afrique du Sud.